# Siopat Sosor
Siopat Sosor is een bestuurslaag in het regentschap Samosir van de provincie Noord-Sumatra, Indonesië. Siopat Sosor telt 534 inwoners (volkstelling 2010).